# Marie Lu
Marie Lu, pseudonimo di Xiwei Lu (Wuxi, 11 luglio 1984), è una scrittrice cinese naturalizzata statunitense.
È nota per il romanzo Legend, primo libro dell'omonima trilogia.

## Biografia
Nata nel 1984 nello Jiangsu, si è trasferita in seguito a Pechino. Nel 1989, all'età di cinque anni, si trasferisce insieme alla famiglia negli Stati Uniti d'America, più precisamente in Texas. Ha frequentato la University of Southern California e svolto un tirocinio presso la Disney Interactive Studios.

## Vita privata
Vive a Los Angeles con il marito e il figlio, nato nel 2019.